# Đấu trí (phim truyền hình Hồng Kông)
Tình Hiệp Đạo (tiếng Trung: 原來愛上賊, nguyên tên là 盜亦有道, tiếng Anh: Catch Me Now) là 20 tập phim bộ truyền hình do TVB Hồng Kông sản xuất, phát hành năm 2008, do các diễn viên: Lưu Tùng Nhân, Trần Ngọc Liên, Mã Đức Chung, Trần Pháp Lai, Mạch Trường Thanh, Lý Tư Tiệp, Trần Mẫn Chi, Lữ Huệ Nghi, Trần Nhân Mỹ, Lý Thiên Tường, Lý Gia Thanh, vv...

## Nội dung
Một vụ buôn ma túy đã tạo nên mối quan hệ phức tạp giữa cảnh sát Giang Dương (Mã Đức Chung) và "hiệp đạo" Cao Triết (Lưu Tùng Nhân). Dương biết rõ Triết là tên cầm đầu của một băng cướp lớn, hiện lấy danh nghĩa ông chủ quán ăn để che giấu bí mật này, nhưng không có cách nào tìm được chứng cớ tội phạm của Triêt. Hai người giau đấu với nhau lúc thắng lúc thua, với niềm tin "tà không thể thắng chánh", Dương quyết tâm bắt Triết phải chịu sự trừng phạt của pháp luật, công việc khiến Dương có phần lơ là với vợ, hôn nhân của Dương gặp nguy cơ tan vỡ. Cũng may bên cạnh vợ Dương - Khang Mỹ Lợi (Trần Pháp Lai) luôn có người bạn thân đồng thời là đồng nghiệp - Bao Dung Dung (Trần Ngọc Liên) an ủi động viên. Dung là người phụ nữ hiền lành, nhu mỳ, tính cách của cô dần dần khiến trái tim lạnh lùng của Triết phải rung động. Một lần nọ, để cứu tánh mạng Dung, Triết đã để lộ bí mật lai lịch của mình, làm cả băng nhóm của anh gặp nguy hiểm...

## Tựa phim
"Tình Hiệp Đạo" là tựa do hãng Taiseng Entertainment đặt cho khán giả người Việt tại hải ngoại, hầu hết là tại Hoa Kỳ.
"Đấu Trí" là tựa do hãng Fafilm Việt Nam đặt cho khán giả trong nước tại Việt Nam.

## Diễn viên
- Mã Đức Chung vai Giang Dương
- Lưu Tùng Nhân vai Cao Triết
- Trần Pháp Lai vai Khang Mỹ Lợi
- Trần Ngọc Liên vai Bao Dung Dung
- Trịnh Tử Thành vai Hàn Anh Kiệt